# Вассен (Нідерланди)
Вассен (нід. Vaassen, нід. вимова: [ˈvaːsə(n)]) — місто в нідерландській провінції Гелдерланд. Входить до муніципалітету Епе.
Перші згадки про населений пункт датуються кінцем 9-го сторіччя. До 1818 року мало статус окремого муніципалітету.

## Галерея

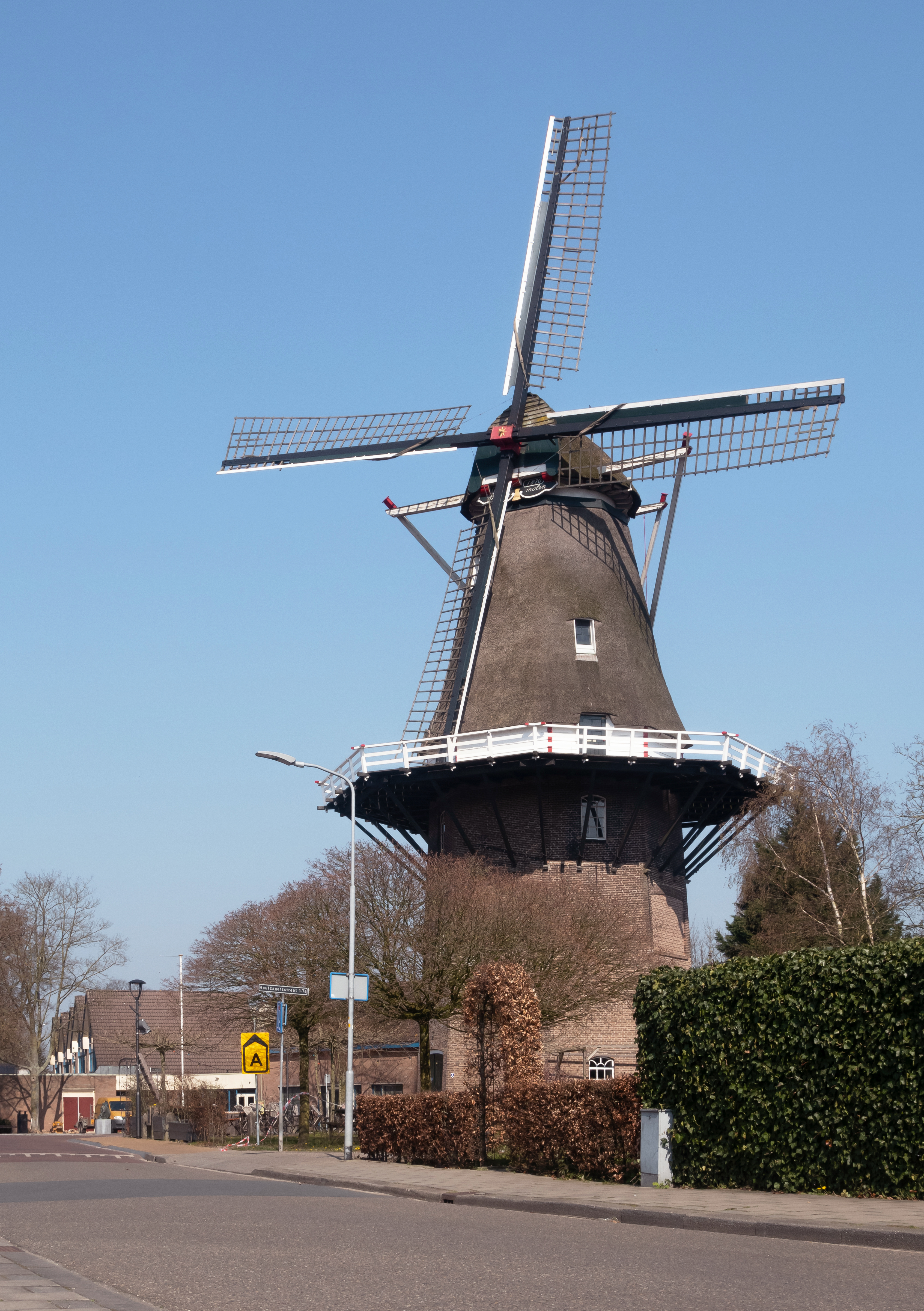
Вітряк у місті
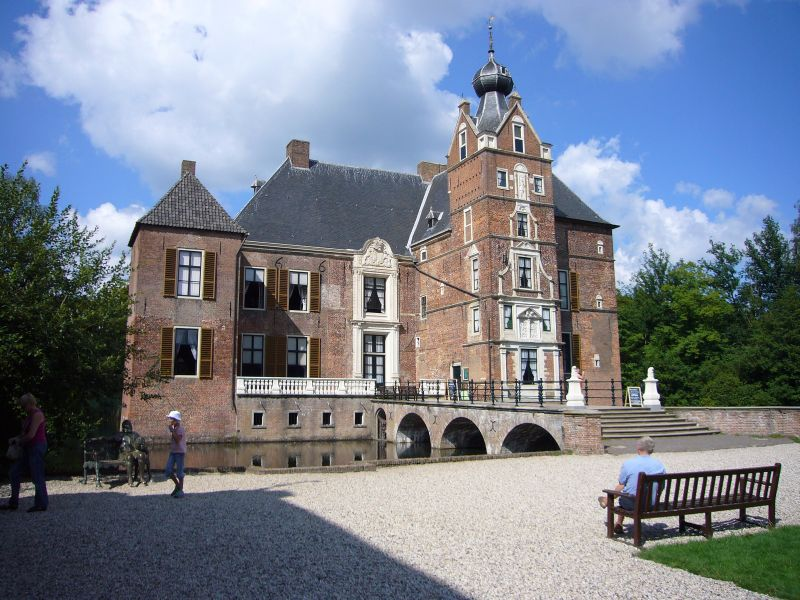
Замок Канненбюрг
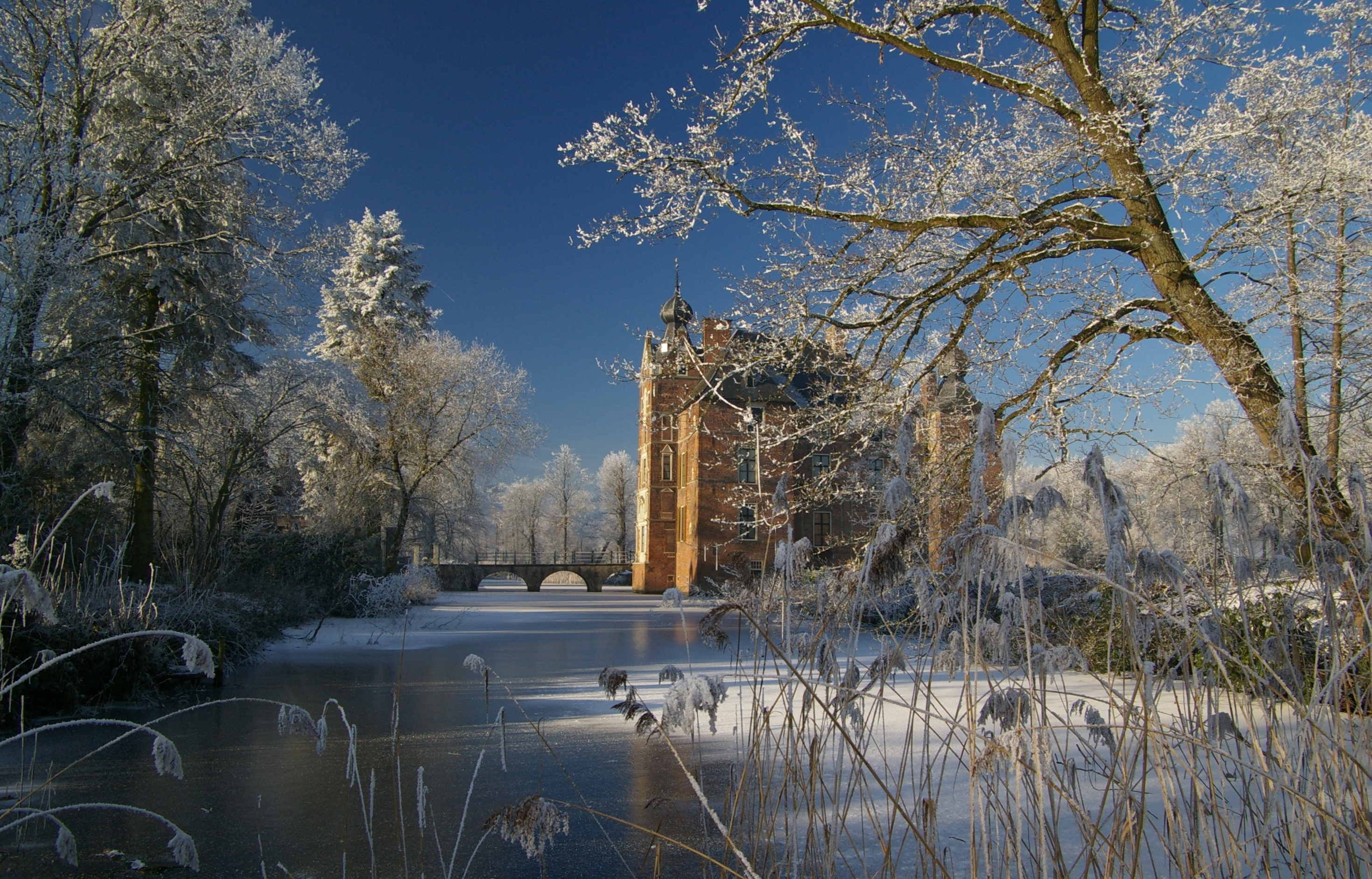
Замок Канненбюрг взимку